# Ei Thinzar Maung
Ei Thinzar Maung, en birman : အိသဉ္ဇာမောင်, est une militante et une personnalité politique birmane,  née le 11 septembre 1994. Vice-ministre sortante des affaires des femmes, des jeunes et des enfants du gouvernement d'unité nationale, elle figure sur la liste Time 100 pour 2021. Le 14 mars 2022 elle se voit décerner le prix international de la femme de courage.